# 罗丹明19
罗丹明19是一种有机化合物，化学式为C26H26N2O3。它可以溶剂红49（罗丹明B内酯）经多步反应制得；它也可由罗丹明6G在氢氧化钠溶液中水解，再由盐酸调节pH至6~7得到。
它和亚硝酸钠在乙酸水溶液中反应，可以得到N,N'-二亚硝基-3,6-二(乙氨基)-2,7-二甲基荧烷。